# عثتر

عثتر والجدي أو الوعل هي إشارة رمزية تشير إلى النجم أو الكوكبة المعروفة باسم الجدي. وجعله صانع التمثال مبتسماً.

عثتر (خط المسند: 𐩲 𐩻 𐩩 𐩧) هو إله الخصب والمطر في اليمن القديم ، وهو الإله الأعلى الذي عبدته جميع ممالك اليمن القديمه قبل الإسلام منذ أقدم عصورها وحتى اعتناقها التوحيد؛ فكان على رأس مجمع الآلهة العربي ، إذ يتصدر اسمه كافة أسماء الآلهة في صيغ التوسل، ويرمز له بالوعل والثور والغزال.

## اسمه وصفاته

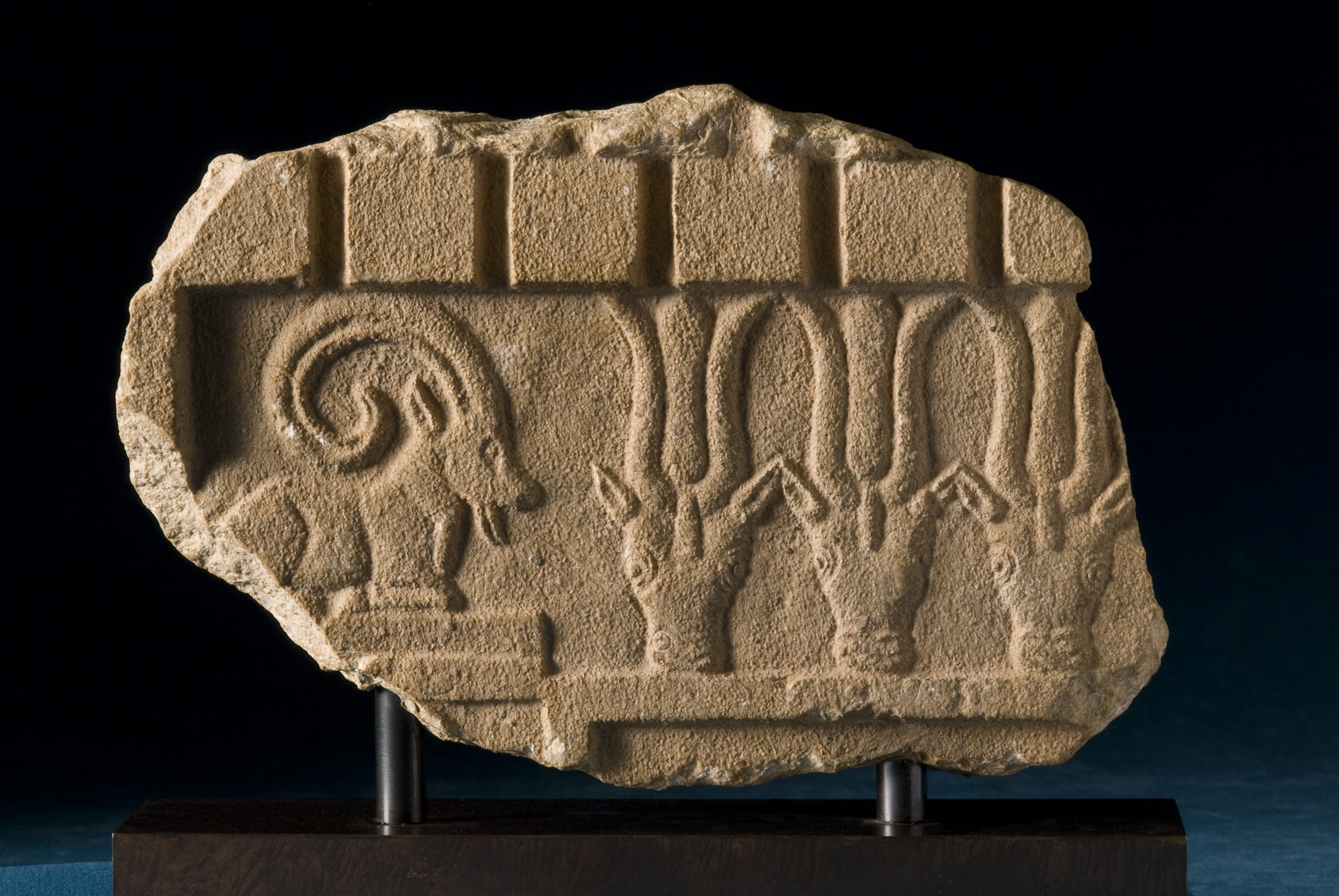
جزء من لوحة عربية جنوبية يصور وعل مستلقٍ وثلاثة رؤوس مها عربية. كان الوعل من أكثر الحيوانات قداسة في جنوب الجزيرة العربية، في حين ارتبطت ظباء المها بعثتر في القرن الخامس قبل الميلاد. متحف والترز.

كان باحثو القرن العشرين يرون في عثتر تمثيلاً لكوكب الزهرة وأنه كان إلهاً للخصوبة والحرب، ويناظر الإله بعل في سوريا وفلسطين، ولكن فرضية المطابقة بين عثتر والزُهرة انحسر داعموها مع نهاية القرن العشرين، حيث يكتفي بيستون بترجيح صلة ما، بين عثتر والزهرة ولكن دون المطابقة. وقد شاعت عبادته إلى درجة أن كلمة "عثتر" صارت تستعمل أحياناً بصفتها اسم جنس يعني "إله" عموماً، فيقال: المعبود كذا عثترُ المعبدِ الفلاني، بمعنى إلهُ المعبدِ الفلاني.
يرد اسم الإله عثـتر بعدة صيغ: (عثـتر، عتر، عثت، عثـترم، عثور، عستر، عسـ³ـتر، عسـ³ـترم). وقد اختلف الباحثون في تفسير اسمه على ثلاثة فرضيات رئيسة:
1. يرى ريكمانز وآخرون أن اسم الإله عثـتر من الجذر "ع-ث-ر" ويتعلق بالمطر ولذلك سميت الأرض التي تسقى بالمطر بالأرض "العثور".
2. في حين يرى ألبرت جام أن عثـتر من الجذر "ع-ت-ر" ويعني بالعربية "القوة، الشجاعة" بمقارنته بعستار وعشتروت ويؤيده إبراهيم الصلوي.
3. بينما يرى جيوفاني جاربيني أن عثتر من الجذر "ع-ث-ت" ولا معنى له في المعاجم.[2]

### ألقابه
بالإضافة إلى ألقابه المرتبطة بمواضع عبادته، على طريقة بقية الآلهة اليمنية، تميز عثـتر بعدد كبير من الألقاب المجردة، مثل عثـتر القابض وعثتر عزيز، لكن أشهرها هو "ع ث ت ر / ش ر ق ن" ويعني عثـتر الشارِق، ويفسره الباحثون بمعنى النجم الذي يظهر من ناحية الشرق.

### عبادته
انتشرت معابد عثـتر في كافة ممالك جنوب الجزيرة العربية، وتوثق النقوش له أكثر من أربعين معبداً في مملكة سبأ وحدها، وحوالي عشرة في قتبان ومثلها في معين.

#### في الحبشة
كما نقل هذا المعبود مع الجاليات السبئية المهاجرة إلى القرن الأفريقي - بلفظ عثتر، وأيضاً بلفظ "عستر"، وهو نطق تفردوا به، وعستر في نقوش إثيوبيا يناظر زيوس عند اليونان. ولاحقاً استعملت كلمة عستر في اللغة الجعزية بمعنى (السماء ዕሰተር) وظهر اسم الله في الترجمة الجعزية لكتاب سفر يشوع بن سيراخ بلفظ "عستر". كان عستر مقدساً لدى الأسرة السبئية التي أسست دولة دعمت خلال النصف الثاني من القرن السابع قبل الميلاد تقريباً، واختفى هذا المعبود مع تقهقر وتلاشي كيان دعمت خلال القرن الخامس قبل الميلاد.

### في أسماء الأعلام
لدينا عدة أسماء أشخاص مركبة من إله ورد فيها اسم "عثتر"، مثل: الملك السبئي "حيو عثتر"، و"عبد عثتر" وهو اسم رائج. أيضا الأسماء: "أوسعثت" و"هوفعثت" و"لحيعثت" الذي تحول في العربية إلى صيغة "لهيعة" وتسمى به الصحابي لهيعة الحضرمي؛ الجزء "عثت" في جميع هذه الأسماء هو اختصار "عثتر".

## الرمزية
يمثل رمز الهلال والقرص، ورسم الحرفين الهجائيين العين والراء (𐩲 𐩧) وهما الحرف الأول والأخير من اسمه، يمثلان الرمز الكتابي للإله عثـتر. وتظهر هذه الرموز على جدران المباني والنصب الحجرية والنقوش والمباخر والأختام. كما يرمز لعتثر بشكل الكَـف، ورأس الحربة، ورمز حزمة البرق أو القلم المزدوج. يرى ألبرت جام أن الوعل والثور في سبأ يرمزان إلى الإله عثتر وترى ماريا هوفنر أن الوعل أيضاً يرمز لعثتر، بينما يرى ولتر مولر أن الظبي يرمز لعثتر، ويؤكد جاك ريكمانز أن الوعل هو الرمز الخاص بالإله عثتر في سبأ.

### جنسه وعلاقته ببقية الآلهة
يظهر الإله عثـتر في معظم النقوش بصورة مذكرة، ويقترح والتر مولر أنه ربما كان له قرينة أنثى هي الإلهة "هوبس"، إلا أن عثـتر يظهر أحياناً بصورة مؤنثة مما يعقد المسألة. كما تظهر إلهة أنثى في بعض النقوش تسمى "أم عثـتر"، الأرجح أنها نفسها الإلهة اليمنية "أثرة" (أ ث ر ت) وتناظر عشيرة في الشرق القديم، ما يدل على علاقة أسرية وميثولوجيا بين آلهة اليمن القديم رغم غياب تفاصيلها في الشواهد الأثرية المكتشفة حتى الآن.

### الأصل
يشير اسم الإله عثـتر وأدواره إلى علاقة ما بنظائره في بقية أنحاء الشرق القديم، مثل عشتار الإلهة البابلية، والإله عثـتر في أغاريت، والإله عثتر سمين (بمعنى: عثتر السماء) في شمال الجزيرة العربية، وعشتروت عند الكنعانيين وأترعتا في سوريا وغيرهم.

## الطقوس
أظهرت النقوش والآثار جانباً من الطقوس التي كانت تؤدى للإله عثتر، وتتميز هذه الطقوس بانفراد الحكام بأدائها، ولا يقوم بها غيرهم من العامة، غير أن هناك من الحكام المتأخرين من أدى بعض تلك الطقوس، ربما كحنين للماضي أو لاكتساب شرعية الحكم. وأبرزها:

### صيد عثـتر
كان الصيد في اليمن القديم طقساً دينياً مقدساً يؤديه الملوك (المَكَارِبَة، والمفرد: مُكَرِّب) وكبار موظفي الدولة وكهنة العشائر وزعماؤها باصطياد الوعول والظباء؛ أما في الفترات اللاحقة فقد أصبح طقساً للتفاخر وصارت الحيوانات المصطادة من الأسود والفهود وغيرها. كان الصيد المقدس يقام في سبأ للإلهين "ع ث ت ر" و "ك ر و م"، بينما أقامته مملكة قتبان للإلهة الشمس، وفي مملكة معين أقيم للإله "حلفان" ويسمى الصيد فيها "مطرد"، وفي أراضي قبيلة سمعي أقيم الصيد للإله تألب ريام. وكان غرض طقس الصيد المقدس هو الخصب والمطر، كما أظهرت دراسة المستعرب البريطاني روبرت سيرجنت لبقايا هذا الطقس في حضرموت، إذ أفاد الأهالي بقوله "لا كان ما قنصنا، المطر ما يجينا" (لو أننا لم نمارس الصيد، فالمطر لن ينزل). ما يزال طقس الصيد المقدس يُمارس اليوم في شرق اليمن، في حضرموت، باسم مهرجان "القنيص" الشعبي، يتنظيم قبلي ومشاركة شعبية واسعة. ويرى الباحثون أنه استمرار لطقوس الصيد المقدس، وجدت طريقها إلى العصر الحديث دون شعور المؤدين لها.

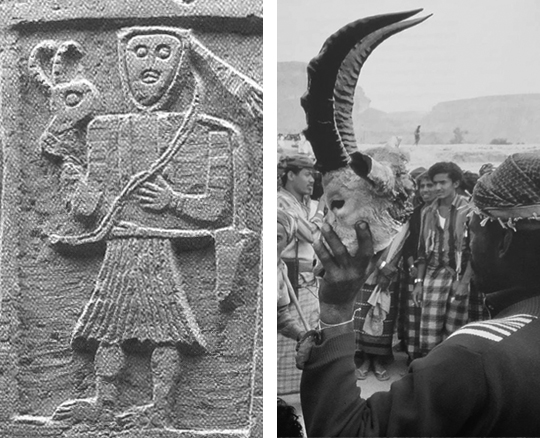
مقارنة بين مشهد من مهرجان القنيص في حضرموت، ولوحة أثرية تصود مشهد صيد في اليمن القديم

### زيارة جبل اللوذ

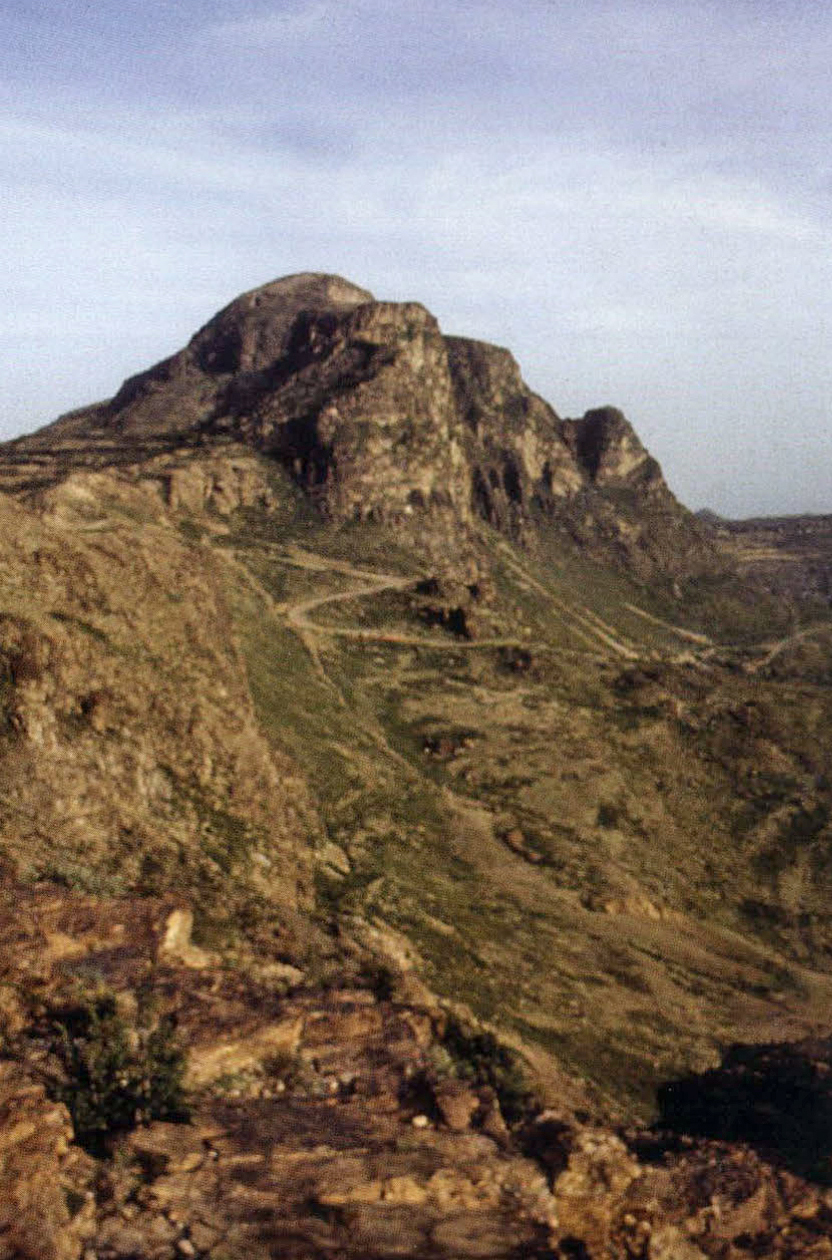
جبل اللوذ المقدس

تنص النقوش على طقس يلزم فيه الملك بالصعود إلى إلى موضع يسمى "ترح" ميّزه الباحثون بأنه قمة جبل الـلَـوْذ المقدس في وادي الجوف حيث يجري صنع وليمة وإشعال نيران مقدسة للإله عثـتر. من المتوقع أن مجريات الطقس كانت تبدأ من العاصمة السبئية مأرب، وتدل أطلال المباني الأثرية على وجود مجمعين تعبديين أحدهما على سفح الجبل والآخر بالقرب من قمته، ويربط بين هذين المجمعين طريق مرصوفة بالأحجار يزيد طوله عن ستة كلومتر. واعتبر الباحث لوندين هذا الطقس نشاط خاص بالمكربيين ويرتبط ارتباطاً كاملاً بتنظيم الدولة. ويتمثل بتنصيب المُكَرِّب كحاكم للدولة، فمن شروط التعيين في المنصب أن يقوم المُكَرِّب بعدة طقوس، زيارة جبل اللوذ واحد منها. وهجر معبد جبل اللوذ في القرن الأول قبل الميلاد.

### الذبائح لعثـتر
يرد شاهد على طقس ذبائح كانت تقدم للإله عثتر في عبارة "يوم ذبح عثتر" ويعد من أفقر الطقوس ذكراً في النقوش، ولكن يمكن إجماله بأنه من طقوس الملوك وقد نفذه اثنان من المكاربة هما يدعئيل ذريح وكربئيل وتر، بصفته جزء من طقوس تنظيم أمور الدولة.

## في الموروث الإسلامي
يظهر اسم عثـتر في كتاب "الجوهرتين العتيقتين" للهمداني، متحدثاً عن معبودات اليمن القديم، إذ يقول: "كانوا يعبدونها واسمها عندهم عثـتر والقمر وهبس". كما يذكر الهمداني أيضاً اسم عثتر في كتاب الإكليل، في فقرة ينقل فيها حرفياً نقشاً من منطقة ناعط ما يؤكد مقدرة الهمداني على تهجئية حروف المسند على الأقل:
وجاء في معجم شمس العلوم، لمؤلفه اليمني نشوان الحميري أن "عَـثَّــر اسم موضع"، ويرى محققو الكتاب أنه "ويجوز أن يكون الاسم في الأصل هو ‌عثتر اسم المعبود السبئي". ونبّه سيرجنت إلى احتمال بقاء اسم الإله عثـتر في أسماء بعض المناطق مثل المنطقة الواقعة في حضرموت خلف "هِجرَة الصَيَد" على طريق "ذي بين" واسمها "عَـثّار". كما يظهر لقب الإله عثتر الشهير (الشارق) في كتب التراث الإسلامي بوصفه أحد الأصنام:

وتنبّه الباحث توفيق فهد إلى إشارة ذكرها ابن الأثير في كتاب أسد الغابة عن صنم يدعى "عتر" وفي نسخة أخرى "عثر"،يرجح توفيق فهد أنه عثتر ذاته:

## في الثقافة الشعبية
جرى استلهام المعبود عثتر في اليمن شعبياً، على يد حراك الأقيال الثقافي بعد عام 2020، في سياق الصراع الثقافي الدائر في اليمن بعد استيلاء الحوثيين على السلطة.

### هوامش
1. ↑  ربما تحول عثتر إلى عستر هو انعكاس تأثير لغة السكان الأصليين، وتَكَوُن ثقافة "إفرو-عربية"، وإن كانت النصوص التي تعود إلى مجتمع دعمت تكتب عثتر/وعستر بالتساوي. وتجدر الإشارة إلى أن لفظ "عستر"/"عستار" مقارب للفظ عشتر/عشتار، مع فروق الإقلاب من الشين الشمالية التي يقابلها السين العربية، مما يبقي فرضية أن عشتر وعستر هما نفس المعبود مع تطور بعض صفاته بالانتقال من مكان إلى آخر.